# Hélène Choussat
Hélène Choussat (Castres, 1810 - Palma, 1896) fou l'autora de les memòries Souvenirs. Hélène Choussat.

## Biografia
Hélène Choussat va néixer a la vila de Castres, al departament de Tarn (França). El 1830, amb la seva família, passà a viure a Mallorca on hi va viure durant seixanta-sis anys. Era filla d'un comerciant francès, Isidoro Choussat, que va ser vicecònsul de França. Per altra banda, el seu germà —Isidore Choussat— va ser canciller del Consolat de les Illes Balears. Hélène, provenia d'una família burgesa i per aquest motiu va poder rebre una bona educació. Va estudiar en un internat on aprengué idiomes, dibuix, música, cant i dansa.
La seva família es va integrar en l'alta societat de la ciutat de Palma del segle xix. De fet, Hélène es casà amb Bazile Canut (conegut a Mallorca com Basili Canut), membre de la burgesia i banquer. Amb ell tingué tres fills: Basili, Ernest i Antoni, el primer dels quals va néixer el 1836. El 1844 quedà vídua. Després de la mort del marit, estiuejà a Valldemossa, on Basili Canut havia adquirit, el 1842, una part de la Cartoixa de Valldemossa. Canut havia estat el banquer de George Sand durant la seva estada a Mallorca amb Chopin i la parella es va relacionar amb els Canut-Chaussat. En el seu llibre Hivern a Mallorca, George Sand fa esment d'Hélène Chausatt: "Una senyora francesa, establerta en el país, tingué la bondat de cedir-nos algunes lliures de plomes que s'havia fet enviar des de Marsella, i amb les quals férem dos coixins per al nostre malalt."
Entorn al 1853 es casà en segones núpcies amb Émile Digeon (1822-1894) anarquista occità que havia estat deportat a l'Àfrica i aconseguí escapar-se i arribar a Mallorca. Junts viatjaren per tot Europa i realitzaren visites a les principals capitals i ciutats europees. El 1871 Digeon liderà la insurrecció comunal de Narbona que ocupà l'Ajuntament, entre el 24 i el 31 de març de 1871. Posteriorment, fou empresonat i sotmès a judici, però en sortí absolt de les faltes que se li imputaven i fou alliberat el 13 de novembre de 1871. El 6 de gener de 1872, Émile Digeon i Hélène Choussat retornaren a Palma, des d'on Digeon pensava organitzar un alçament al sud de França amb l'ajut dels republicans espanyols, però el projecte no tirà endavant. Tornaren a França i quan, el 1879, el matrimoni es separà, ella tornà a Mallorca, on residí fins a la seva mort, el 1896.

## Les memòries
Choussat és autora d'unes memòries: Souvenirs. Hélène Choussat, que s'editaren per primera vegada el 2010 per part de l'Ajuntament de Palma. Quan tenia 65 anys (el setembre de 1875) inicià la redacció d'aquest llibre, de memòria personal i familiar, el qual anava dirigit al seu fill, Ernest Canut Choussat, el segon i únic fill que li quedava viu. En aquestes memòries relata els moments transcendents que va viure, com ara el terratrèmol de 1851, l'estada de Frédéric Chopin i George Sand, (Basili Canut va comprar a la casa Pleyel, de París, el piano que Chopin va usar mentre va ser a la Cartoixa de Valldemossa i que després Digeon i Choussat van tenir a casa seva) o el seu segon matrimoni amb el revolucionari Émile Digeon.